# Beata Tyszkiewicz
Beata Maria Helena Tyszkiewicz, född 14 augusti 1938 i Wilanów i Warszawa, är en polsk skådespelare.

## Filmografi
- 1956: Hämnd (Zemsta) regi: Antoni Bohdziewicz, Bohdan Korzeniewski
- 1961: Samson regi: Andrzej Wajda
- 1961: Zaduszki regi: Tadeusz Konwicki
- 1964: Saragossamanuskripten (Rekopis znaleziony w Saragossie) regi: Wojciech Has
- 1965: Popioły regi: Andrzej Wajda
- 1967: Pieśń triumfującej miłości regi: Andrzej Żuławski
- 1968: Allt till salu (Wszystko na sprzedaż) regi: Andrzej Wajda
- 1968: Lalka regi: Wojciech Has
- 1969: Adelsnästet (Dvoryánskoe gnezdó) regi: Andrej Kontjalovskij
- 1975: Noce i dnie regi: Jerzy Antczak
- 1980: Kontraktet (Kontrakt) regi: Krzysztof Zanussi
- 1981: Édith et Marcel regi: Claude Lelouch
- 1983: Uppdrag sex (Seksmisja) regi: Juliusz Machulski
- 1984: Vabank II, czyli riposta regi: Juliusz Machulski
- 1987: Kingsajz regi: Juliusz Machulski
- 1988: Bernadette regi: Jean Delannoy
- 1991: V.I.P. regi: Juliusz Machulski
- 1991: Ferdydurke regi: Jerzy Skolimowski
- 1992: Beröringen (Dotkniecie reki) regi: Krzysztof Zanussi
- 1993: Un pequeño apocalipsis regi: Costa-Gavras
- 2006: Frälsartorget (Plac Zbawiciela) regi: Krzysztof Krauze
- 2011: Listy do M. regi:  Mitja Okorn